# Anaulacodithella novacaledonica
Anaulacodithella novacaledonica är en spindeldjursart som beskrevs av Beier 1966. Anaulacodithella novacaledonica ingår i släktet Anaulacodithella och familjen Tridenchthoniidae. Inga underarter finns listade i Catalogue of Life.